# Teresa Słaby
Teresa Eugenia Słaby (ur. 13 września 1947 w Warszawie) – polska ekonomistka, profesor nauk ekonomicznych, nauczyciel akademicki Szkoły Głównej Handlowej w Warszawie, specjalistka w zakresie: konsumpcja, poziom życia, statystyka, statystyka społeczna.

## Życiorys
Jest absolwentką XXI Liceum Ogólnokształcącego im. Hugona Kołłątaja w Warszawie (1965). W 1970 ukończyła studia na Wydziale Finanse i Statystyka Szkoły Głównej Planowania i Statystyki i rozpoczęła pracę na macierzystej uczelni. W 1975 uzyskała stopień naukowy doktora. W 1995 na podstawie dorobku naukowego oraz rozprawy pt. Systemy wskaźników społecznych w polskich warunkach transformacji rynkowej uzyskała w Kolegium Analiz Ekonomicznych SGH stopień doktora habilitowanego nauk ekonomicznych dyscyplina: ekonomia specjalność: statystyka. W 2007 prezydent Lech Kaczyński nadał jej tytuł profesora nauk ekonomicznych.
Pod jej kierunkiem stopień naukowy doktora nauk ekonomicznych i nauk o zarządzaniu otrzymały 24 osoby.
Była pracownikiem Instytutu Statystyki i Demografii Kolegium Analiz Ekonomicznych SGH. Od 2001 do 2017 była kierownikiem Katedry Poziomu Życia i Konsumpcji SGH. Została profesorem zwyczajnym w Instytucie Zarządzania Kolegium Zarządzania i Finansów.
Pracowała w Wyższej Szkole Handlu i Prawa im. Ryszarda Łazarskiego w Warszawie (Wydział Zarządzania i Finansów; Katedra Metod Ilościowych w Naukach Ekonomicznych), w Szkole Głównej Turystyki i Rekreacji oraz w Wyższej Szkole Hotelarstwa, Gastronomii i Turystyki w Warszawie.
Została dziekanem Wydziału Menedżerskiego i Nauk Technicznych Wyższej Szkoły Menedżerskiej w Warszawie
W 2004 została odznaczona Srebrnym Krzyżem Zasługi, W 2017 prezydent Andrzej Duda odznaczył ją Krzyżem Kawalerskim Orderu Odrodzenia Polski. Otrzymała także Medal Komisji Edukacji Narodowej.
Środowisko naukowe uhonorowało ją publikacją pt. Jakość życia. Konsumpcja. Monografia dedykowana Profesor Teresie Słaby (red. Anna Dąbrowska, Mirosław Janoś-Kresło, Rafał Kasprzak, Bogdan Mróz, Wydawnictwo SGH, Warszawa 2018 ISBN 978-83-8030-202-0).